# Montmollin
Montmollin är en ort i kommunen Val-de-Ruz i kantonen Neuchâtel i Schweiz. Den ligger cirka 6,5 kilometer väster om Neuchâtel och är sammanvuxen med orten Montezillon i sydväst. Orten har 677 invånare (2022).
Orten var före den 1 januari 2013 en egen kommun, men slogs då samman med kommunerna Boudevilliers, Cernier, Chézard-Saint-Martin, Coffrane, Dombresson, Engollon, Fenin-Vilars-Saules, Fontainemelon, Fontaines, Les Geneveys-sur-Coffrane, Les Hauts-Geneveys, Le Pâquier, Savagnier och Villiers till den nya kommunen Val-de-Ruz.